# Riohacha
Riohacha (vajú indián nyelven: Süchiimma) Kolumbia legészakabbi nagyvárosa, egyben La Guajira megye székhelye.

## Földrajz
A város Kolumbia északi részén, La Guajira megye középpontjától nyugatra található a Karib-tenger partján, a Ranchería folyó torkolatától nyugatra. Bogotától közúton 1121, Barranquillától 220 km-re fekszik. A területen az éves átlaghőmérséklet 28,2 °C.
A város 10 közösségre (comuna) oszlik: Centro Histórico, Nuevo Centro, Coquivacoa, Cooperativo, Aeropuerto Almirante Padilla, Nuestra Señora De Los Remedios, Boca Grande, Ecológica Laguna Salada y El Patrón, Eco-Turística Río Ranchería és El Dividivi.

## Népesség
Ahogy egész Kolumbiában, a népesség növekedése Riohachában is gyors, ezt szemlélteti az alábbi táblázat:
| Év             | Lakosság |
| -------------- | -------- |
| 1993           | 77 083   |
| 2005           | 136 183  |
| 2012 (becslés) | 185 322  |

## Története
A Riohacha név egyidős La Guajira 1526 és 1536 között lezajlott spanyol gyarmatosításával. A települést 1545-ben alapították az akkor Venezuelához tartozó Nuestra Señora de los Remedios del Cabo de la Velából érkező spanyol gyöngyhalászok, akik azért választották letelepedési helyül ezt a helyet, mert itt közel lehettek a munkavégzésükhöz szükséges tengervízhez, valamint az életben maradáshoz szükséges édesvízhez is, hiszen itt torkollik a tengerbe a Ranchería folyó. Emellett több legenda is elterjedt a város alapításáról: az egyik szerint például egy spanyol kapitány a folyón átkelve elveszítette „emblematikus” baltáját (a balta spanyolul hacha), és erről nevezték el a folyót (spanyolul río), majd a települést Riohachának, de egy másik legenda úgy tartja, a spanyolok a folyó partján elásva találtak egy gyönyörű baltát, és erről nevezték el a folyót. A település teljes neve Nuestra Señora de los Remedios de Riohacha volt, amelynek első szavai a gyöngyhalászok eredeti hazájának, Cabo de la Velának a teljes nevének első szavaival egyeznek meg. Vajú nyelven a város neve Süchiimma, ennek jelentése „a folyó földje”.
A környéken élő vajúkat sokáig nem sikerült leigázniuk az európai hódítóknak, a 18. századig minden településalapítási kísérlet kudarcba fulladt a vajúk területén. 1769-ben az indiánok lázadása nyomán lángba borult Riohacha is, de elpusztult több kisebb falu is, amelyet nagy nehezen felépítettek az errefelé tevékenykedő kapucinusok. A kikötőt francia és angol kalózok is látogatták, akik a helyiekkel üzleteltek, és többek között csempészéssel forgatták fel a gyarmaton kialakult rendet. Riohacha a 19. században Magdalena szuverén állam egyik tartományának, Padillának volt a székhelye, de még a század végén is szinte csak szalmával borított tetejű házak álltak benne. Egy ebből a korból származó leírás szerint a települést 3081-en lakták, és a templomon, a börtönön, valamint egy fiú- és egy lányiskolán kívül nem volt benne egyéb középület. A város gazdaságának gerincét még a 20. század elején is a vajúkkal folytatott kereskedelem, az állatbőrök, a só, a gyöngyök és a dividivi nevű növény adták.
1918-ban 10 000 lakója volt, de tíz évvel később már csak 9960. 1964-ben is kevesebb mint 2000 lakóház állt a községközpontban, és csak 5 ipari, valamint 9 kereskedelmi célú épülete volt. A házak több mint felében nem volt vízvezeték és áram sem. 1973-ra közel 20 000-en lakták, többnyire szegények, de a következő években már megjelentek a középosztályhoz tartozó emberek modernebb városnegyedei is.

## Turizmus, látnivalók
A városban nincs túl sok turisztikai látnivaló, bár a történelmi belvárosban néhány régebbi épület még megtalálható, például a Nuestra Señora de Los Remedios székesegyház. A Plaza Padilla tér nevét a város híres szülöttéről, José Prudencio Padilláról kapta, aki a kolumbiai függetlenségért harcolt, de részt vett a trafalgari csatában is. A környéken található látnivalók megtekintéséhez viszont jó kiindulópontul szolgálhat Riohacha: el lehet indulni innen a La Guajira-sivatag irányába is, ahol néhány vajú tanya is látogatható (a városban kézműves termékeikből is lehet vásárolni), vagy például közel van Cabo de la Vela, a vízisportok fellegvára is.

## Képek

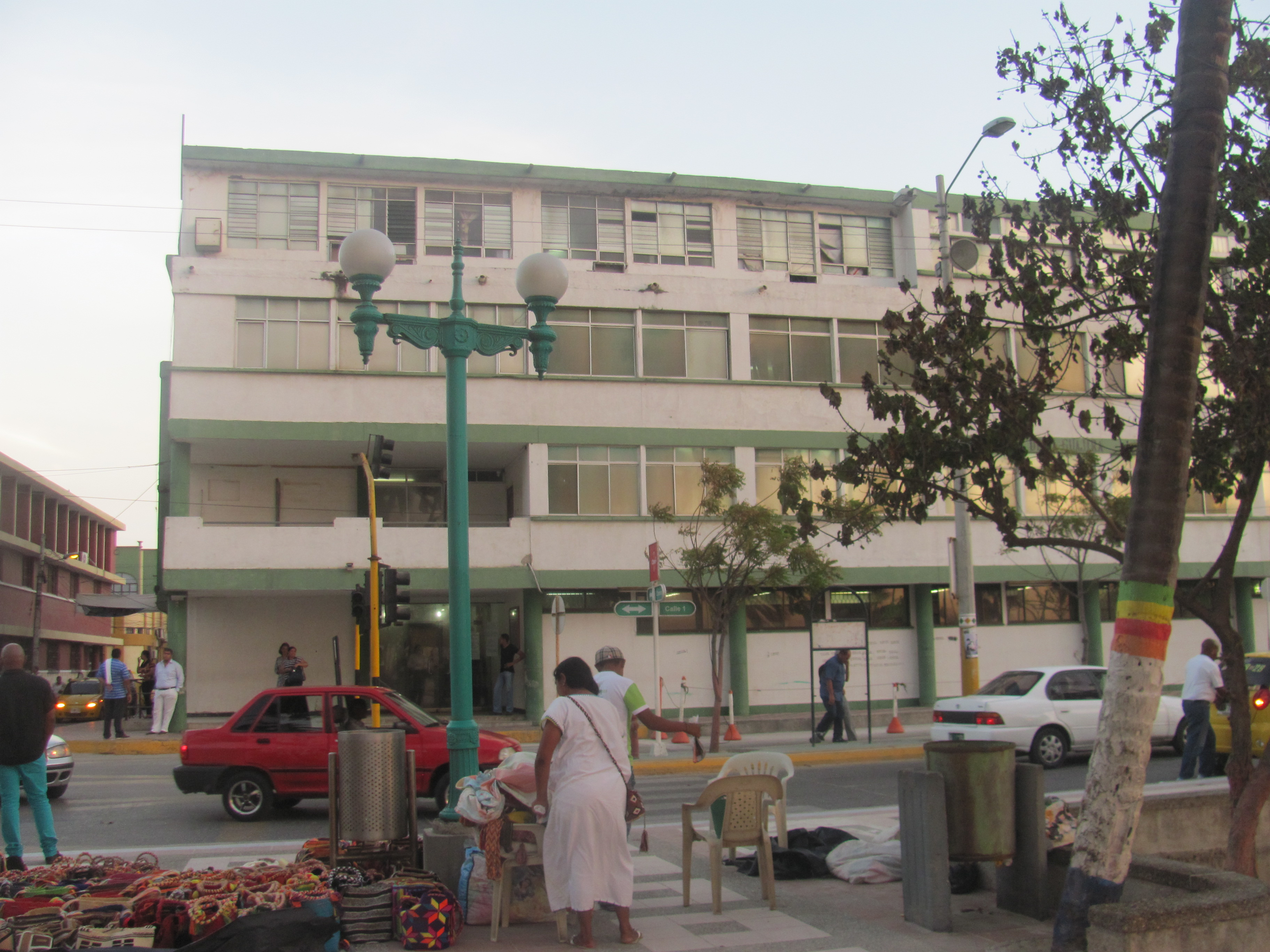
A megyei kormányzat székhelye
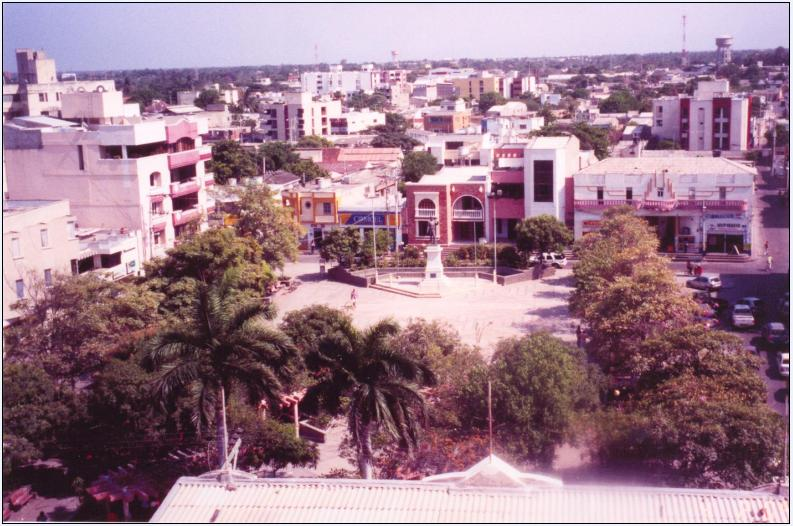
Belvárosi tér
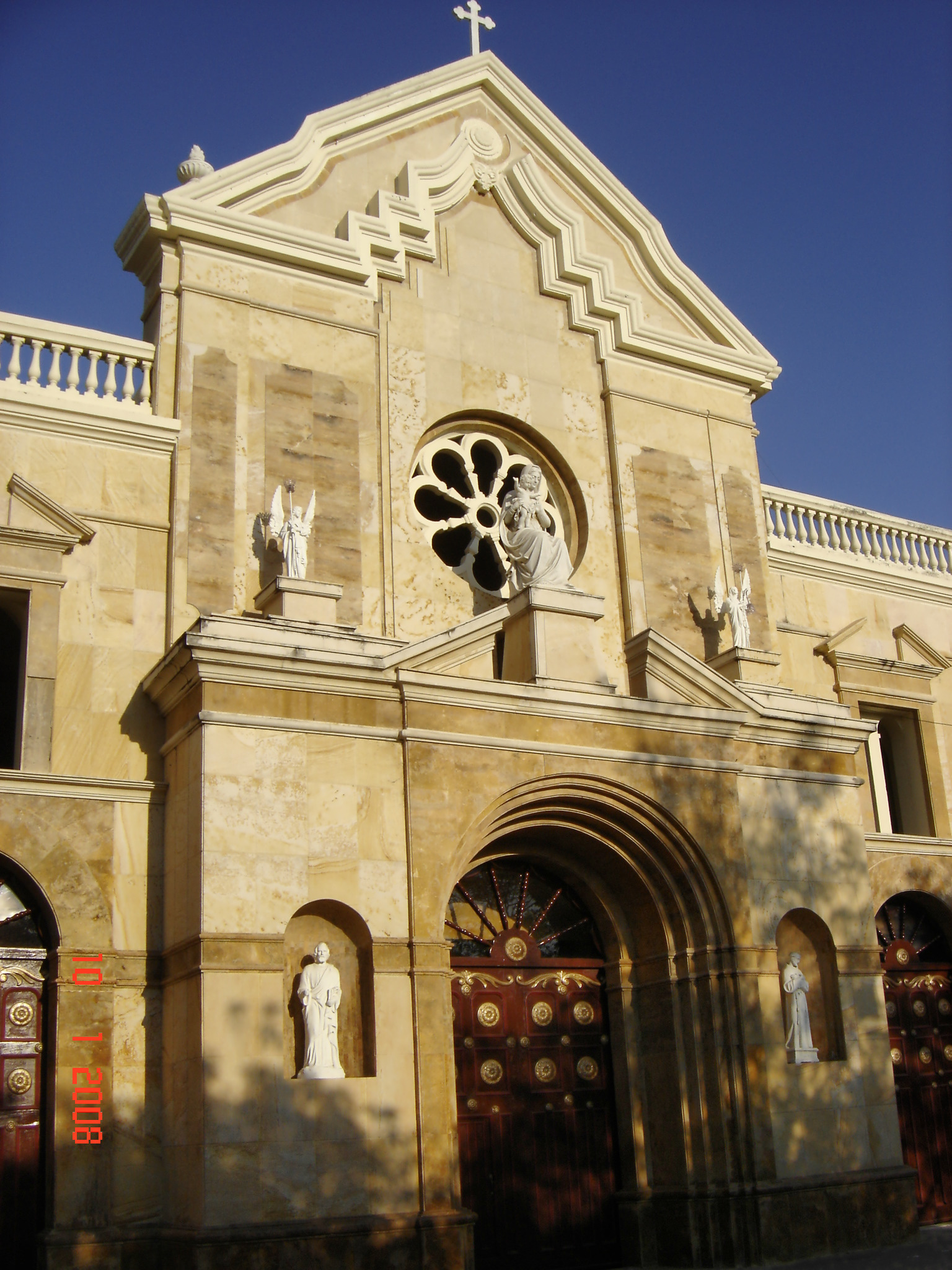
A Nuestra Señora de Los Remedios székesegyház
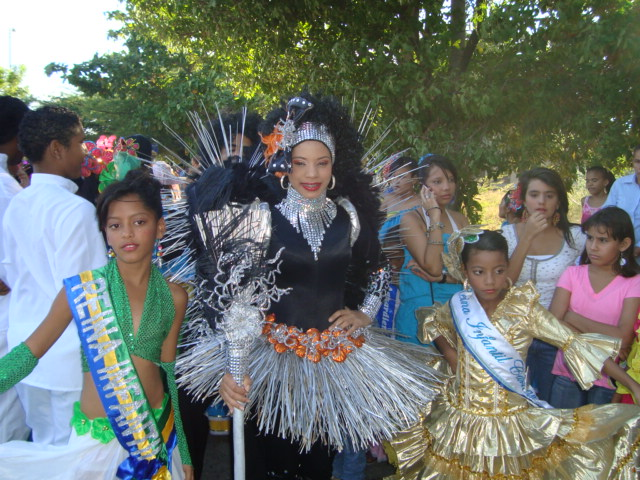
Karnevál